# Хойя Керра
Хойя Керра или Хойя Керри (лат. Hoya kerrii) — вид растений рода Хойя (Hoya) семейства Кутровые (Apocynaceae).

## Название
Научное родовое название Hoya род получил в честь английского садовника Томаса Хоя (англ. Thomas Hoy, 1750—1822), долгое время работавшего у герцога Нортумберлендского, большей частью в оранжереях с тропическими растениями.
Латинский видовой эпитет kerrii, был дан в честь ирландского врача Артура Керра (англ. Arthur Francis George Kerr) известным своими ботаническими работами, которые имели важное значение для изучения флоры Таиланда.

## Ботаническое описание
Стебли до 1 м, толстые, голые. Черешок 0,5-2 см, крепкий; листовая пластинка от обратнояйцевидной до округлой, 4-6 × 5-6 см; боковые жилки затемнены. Цветонос 2-3 см. Цветоножка 1,3-1,8 см, тонкая, опушенная. Чашелистики 2,5 мм, опушенные. Венчик сосочковидно-опушенный; лопасти яйцевидно-треугольные, 4-5 × 4 мм.
Число хромосом: 2n = 22.

Вариегатный культивар
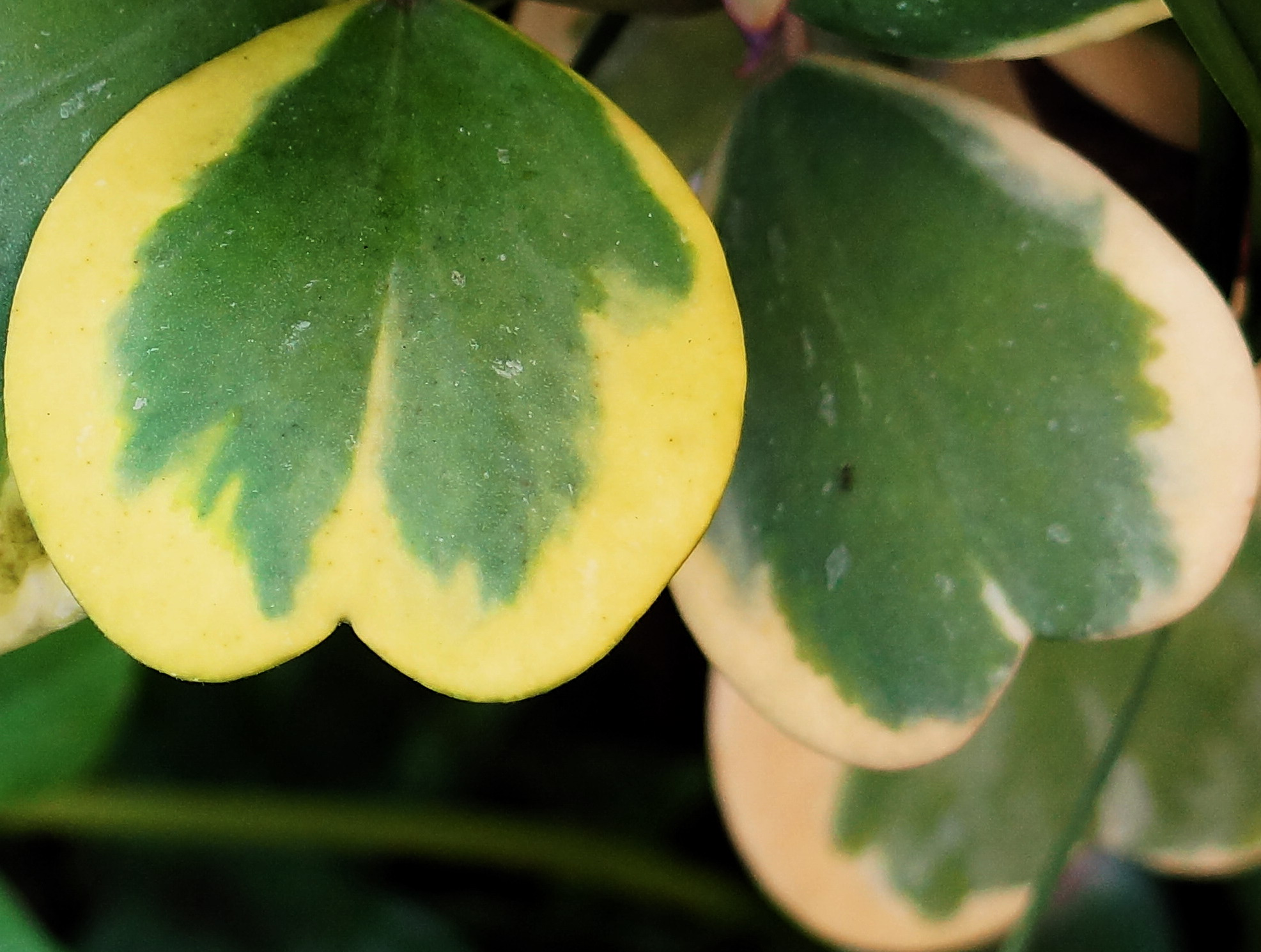
Листья
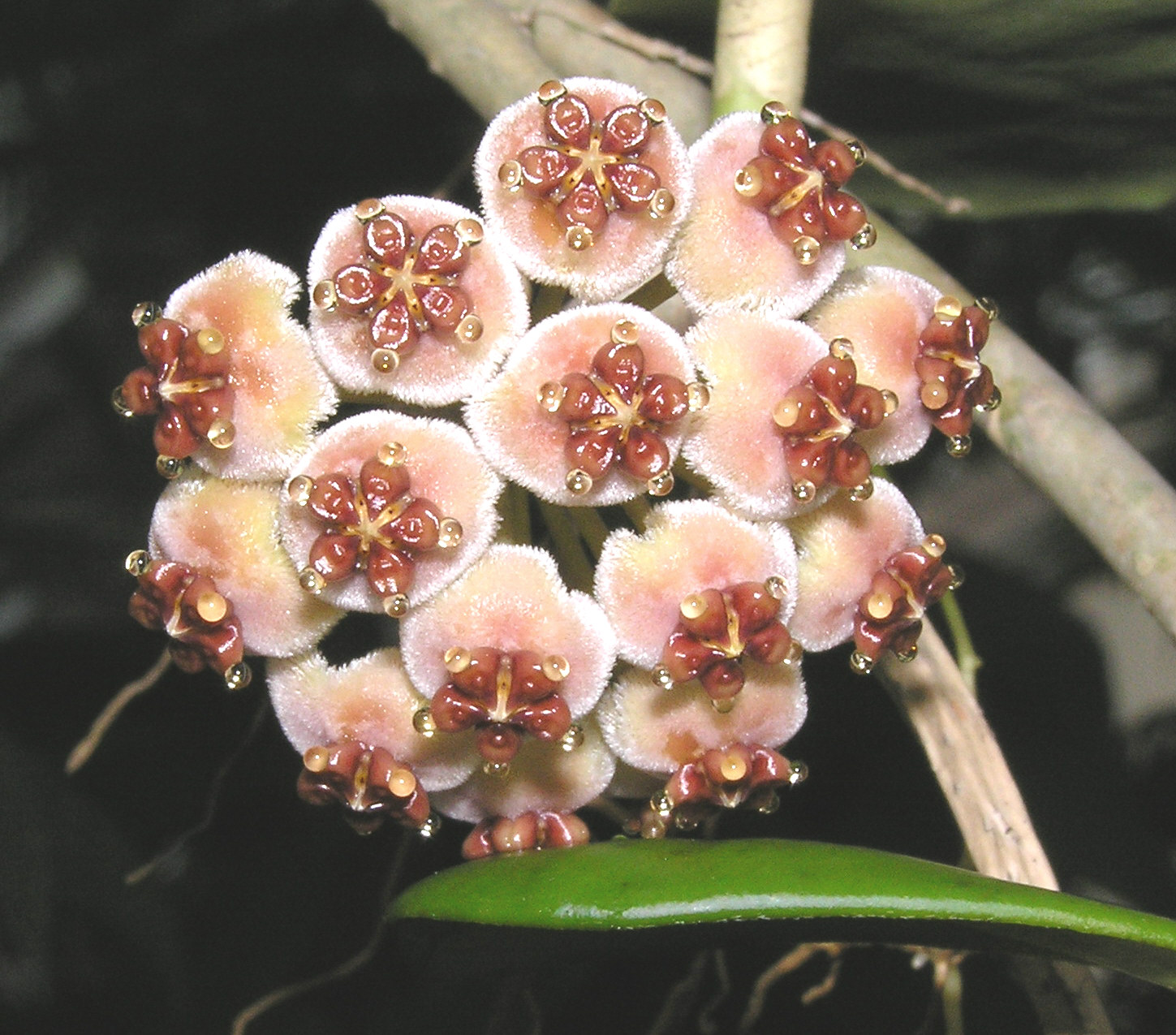
Цветки
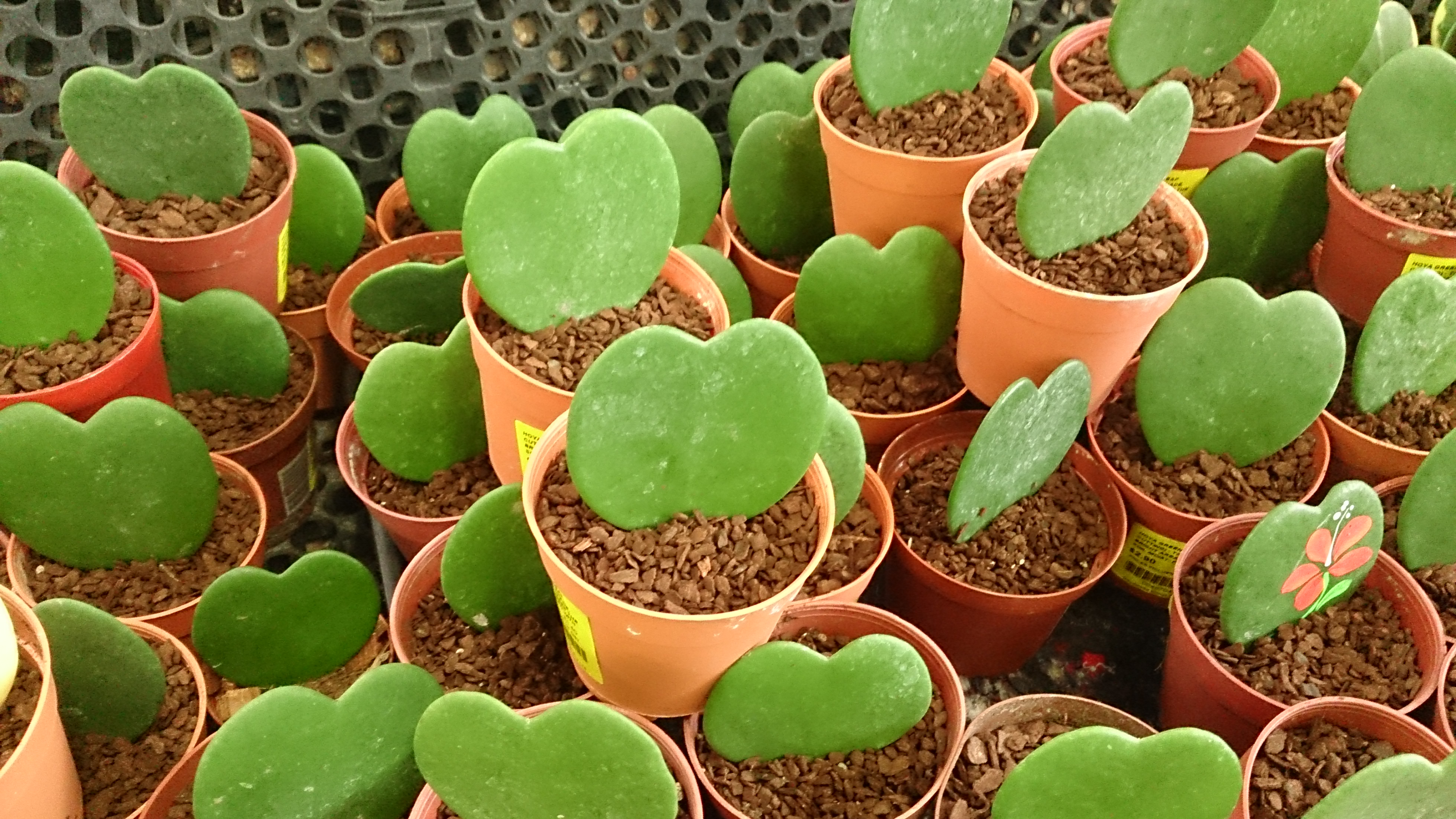
В горшках

## Распространение
Природный ареал — территория от Индокитая до Западной Малезии. Интродуцирован в Юго-Восточном Китае. Этот вьющийся эпифит или литофит произрастает в основном во влажных тропических биомах.

## Таксономия
Hoya kerrii Craib, первое упоминание в Bull. Misc. Inform. Kew 1911: 418 (1911).

#### Синонимы
Гомотипные (основанные на одном и том же номенклатурном типе):
- Hoya obovata var. kerrii (Craib) Costantin (1912)